# Университетские известия
«Университе́тские изве́стия» — ежемесячный журнал, выпускавшийся Киевским Императорским университетом святого Владимира с 1861 по 1917 год.

## История
Первый номер был выпущен в Киеве в сентябре 1861 года.
В разное время журнал редактировали Н. Х. Бунге, Н. Д. Иванишев, В. А. Незабитовский, С. М. Ходецкий, В. С. Иконников.
Отделы: 1. Официальный (протоколы, отчеты, правила). 2. Неофициальный (научные статьи). 3. Прибавления (метеорологические наблюдения, объявления, университетские курсы профессоров и преподавателей). 4. Научная хроника (сообщения и протоколы научных обществ университета).
В журнале сообщалось о научной деятельности университета, о его связях с другими учебными и научными учреждениями. Были опубликованы статьи ученых университета по истории, археологии, этнографии, философии, политической экономии, физике, математике, астрономии, биологии и медицине.